# بعل زبوب

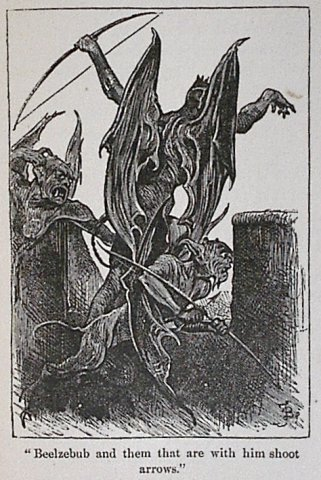
بعل زبول والذين معهم يرمون السهام

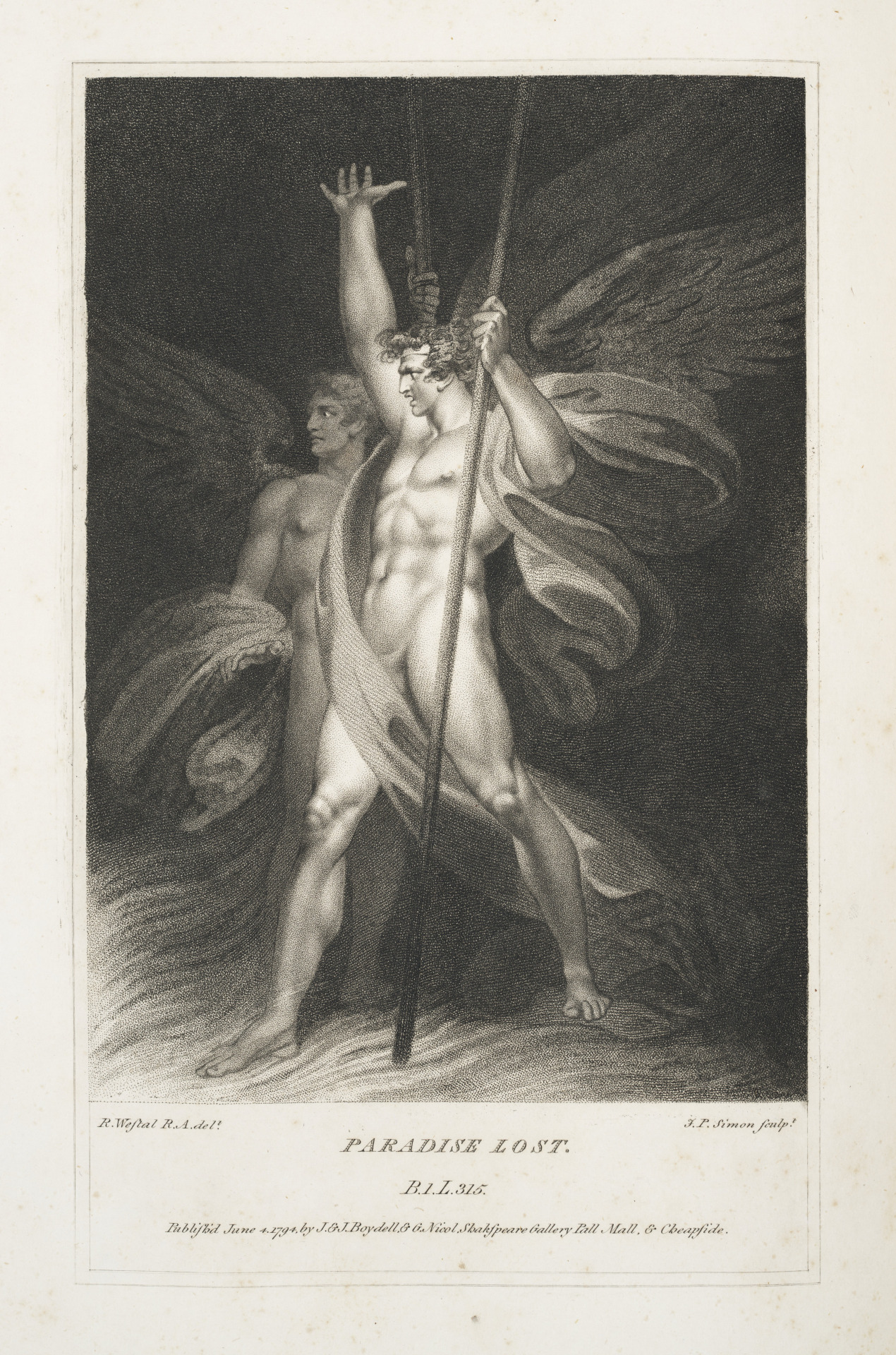

بعل زبوب أو بعل زبول (بالعبرية: בַּעַל זְבוּב) هو اسم شيطان، وفي المسيحية هو اسم آخر لإبليس. ويعتقد أنه هو نفسه الإله بعل، الذي عبده الفينيقيون في عقرون، وكان إله الطب وأكبر آلهتهم. ولأن الإسرائيليين والفريسيين خاصة اعتبروه "سيد الأبالسة"، فحرفوا اسمه استحقاراً إلى بعل زبوب، أي سيد الذباب، أو بعل زبول أي سيد المزبلة.

## في المسيحية واليهودية
يذكر التفسير الطبقي أنه كانت تنسب له قدرة سرية خارقة على التنبؤ فأرسل أخزيا، ملك يهوذا، رسله إلى عقرون ليعلم مصيره، وهو ما اعتبر دليل على عدم إيمانه بالله واستمراره في طريق آباءه باتباع الكفر. أما في المسيحية فيعتبر بعل زبوب اسم من أسماء إبليس وتعارض الأناجيل مملكة بعل زبول بملكوت الله. كما وقال عنه الفريسيون أنه رئيس الشياطين وأكبر عدو لله وللإنسان، واتهموه بأنه الذي جرب المسيح، والذي يغري الإنسان بارتكاب الشر، وأنه الحية القديمة التي أوقعت حواء في التجربة، والذي ينزع الزرع الجيد متى زرع أو يزرع في وسطه الزوان، وله قدرة على إعطاء الأرواح النجسة سلطة على البشر وتسبيب الجنون لهم، كالروح النجس الذي أخرجه يسوع من الإنسان المجنون، وهي الحادثة التي جعلت الفريسيون يطلقون عليه اسم بعل زبول.